# بنو رشيد
بنو رشيد كانت قبيلة في منطقة الجزائر الحديثة، بالقرب من مدينة وهران. دخلت قبيلة بني رشيد في تحالف متفرق مع إسبانيا، عندما كانت تواجه التهديد من التوسع العثماني سنة 1545 م.

## هوامش
1. ↑  Africa from the sixteenth to the eighteenth century للكاتب Bethwell A. Ogot صفحة 238 نسخة محفوظة 25 أكتوبر 2012 على موقع واي باك مشين.